# Hortaleza (métro de Madrid)
Hortaleza est une station de la ligne 4 du métro de Madrid. Elle est située sous l'intersection entre les rues Virgen del Carmen et Manuel Chaves Nogales, dans le quartier de Pinar del Rey, de l'arrondissement d'Hortaleza, à Madrid en Espagne.

## Situation sur le réseau
La station est située entre Parque de Santa María au nord-est, en direction de Argüelles et Manoteras à l'ouest, en direction de Pinar de Chamartín.
Elle dispose de deux voies et deux quais latéraux.

## Histoire
La station est ouverte le 11 avril 2007, quand est mis en service le dernier prolongement de la ligne entre Parque de Santa María et Pinar de Chamartín.

## Services aux voyageurs

### Accès et accueil
L'accès à la station s'effectue par un édicule entièrement vitré de forme rectangulaire situé rue Manuel Chaves Nogales et un deuxième accès direct au niveau de la chaussée sur la rue Costa del Sol, équipés d'escaliers, d'escaliers mécaniques et d'ascenseurs.